# Pheidole stulta
Pheidole stulta är en myrart som beskrevs av Auguste-Henri Forel 1886. Pheidole stulta ingår i släktet Pheidole och familjen myror. Inga underarter finns listade i Catalogue of Life.

## Bildgalleri

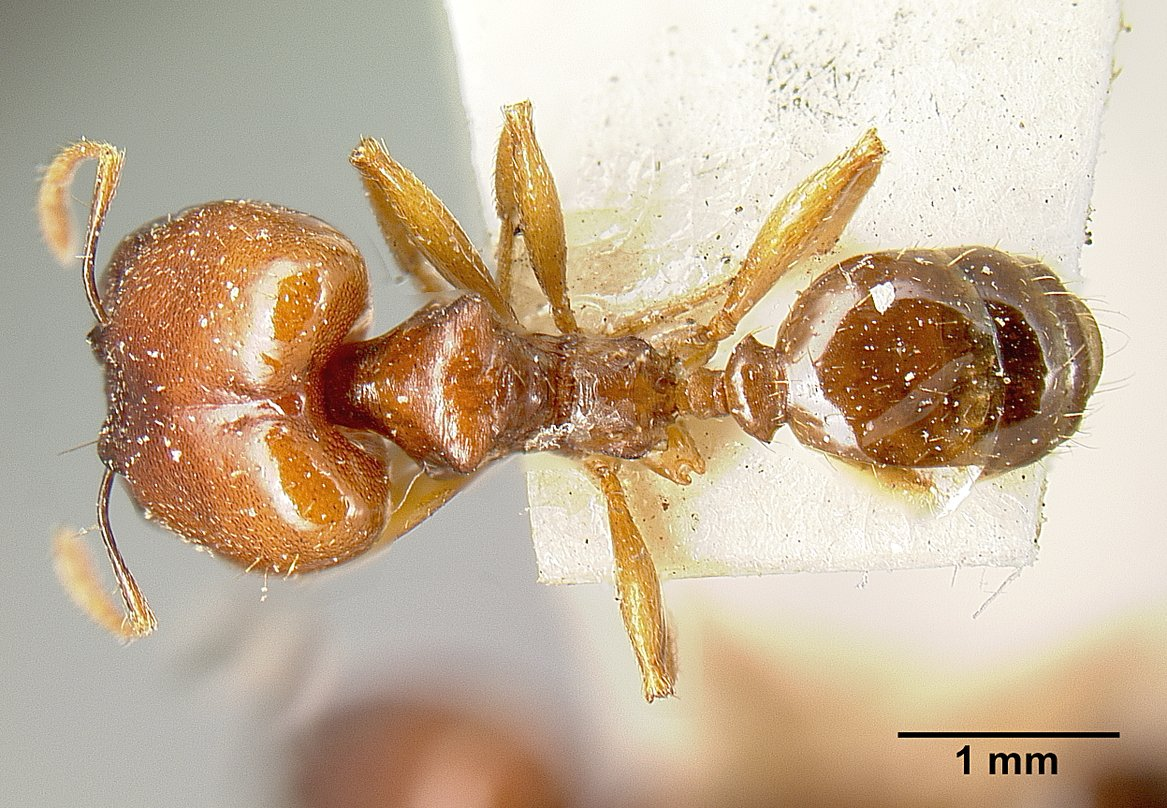
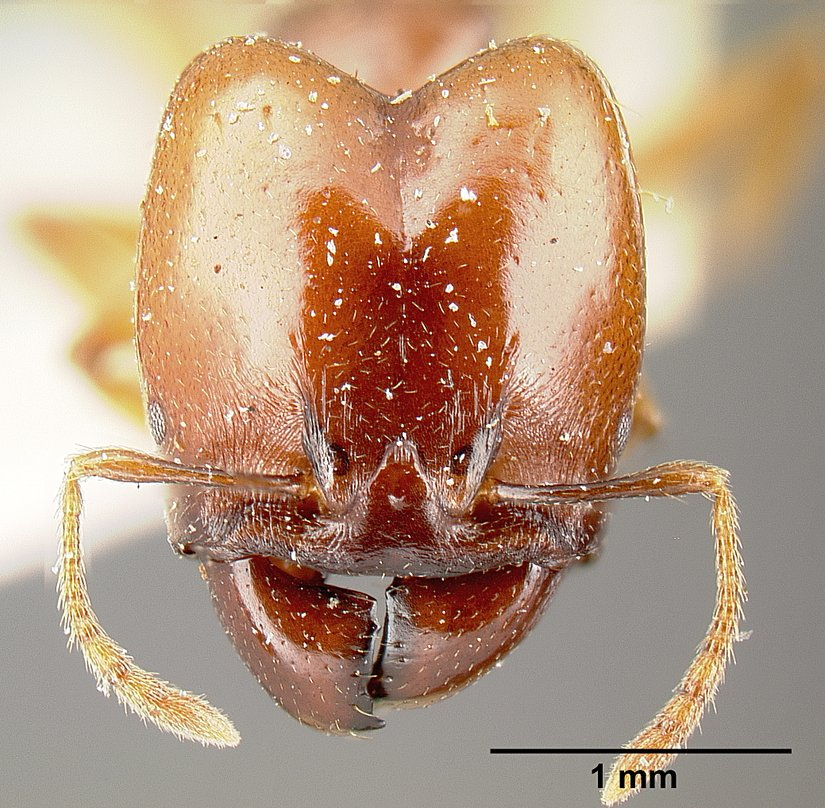
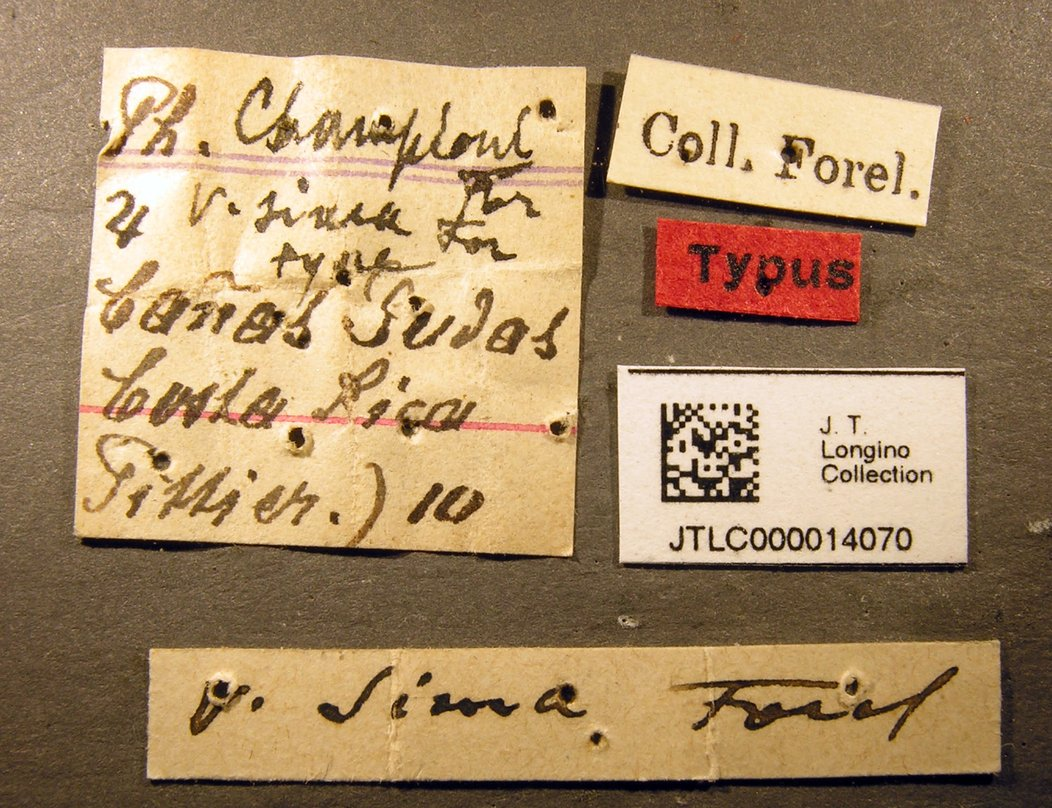
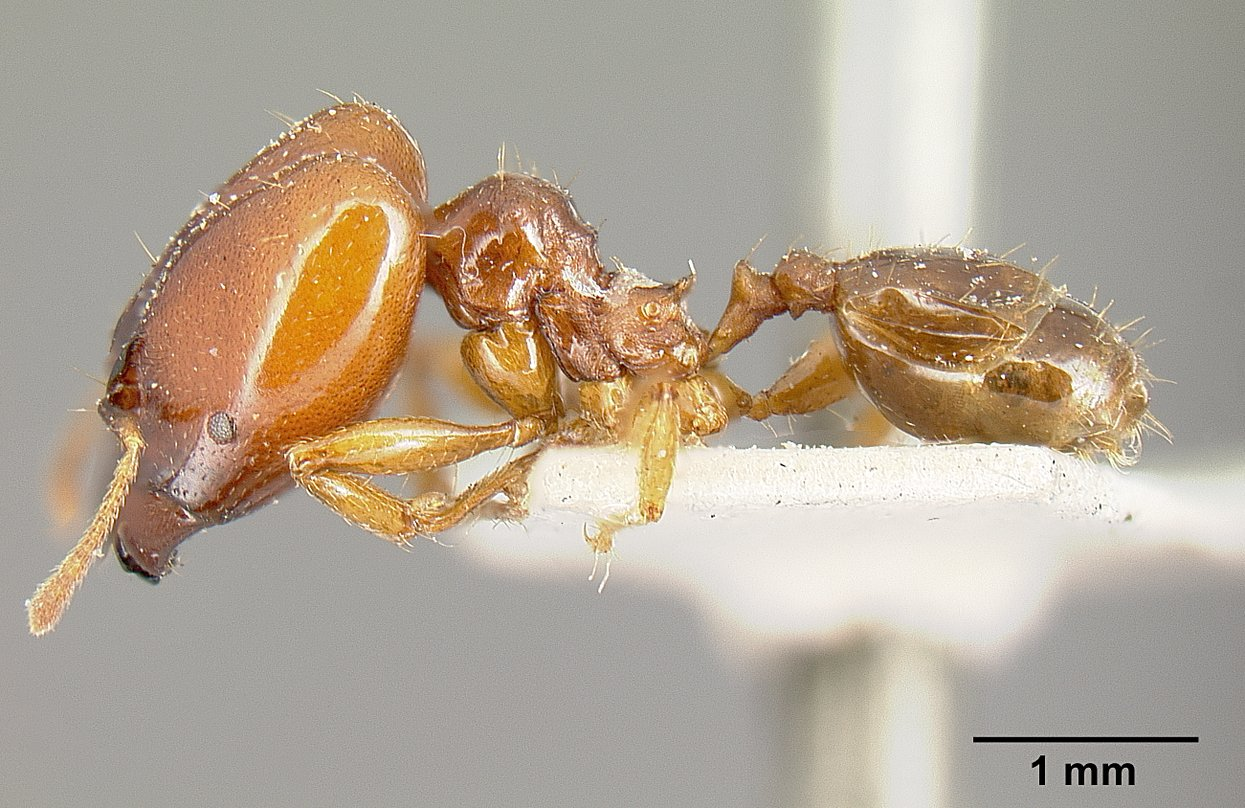
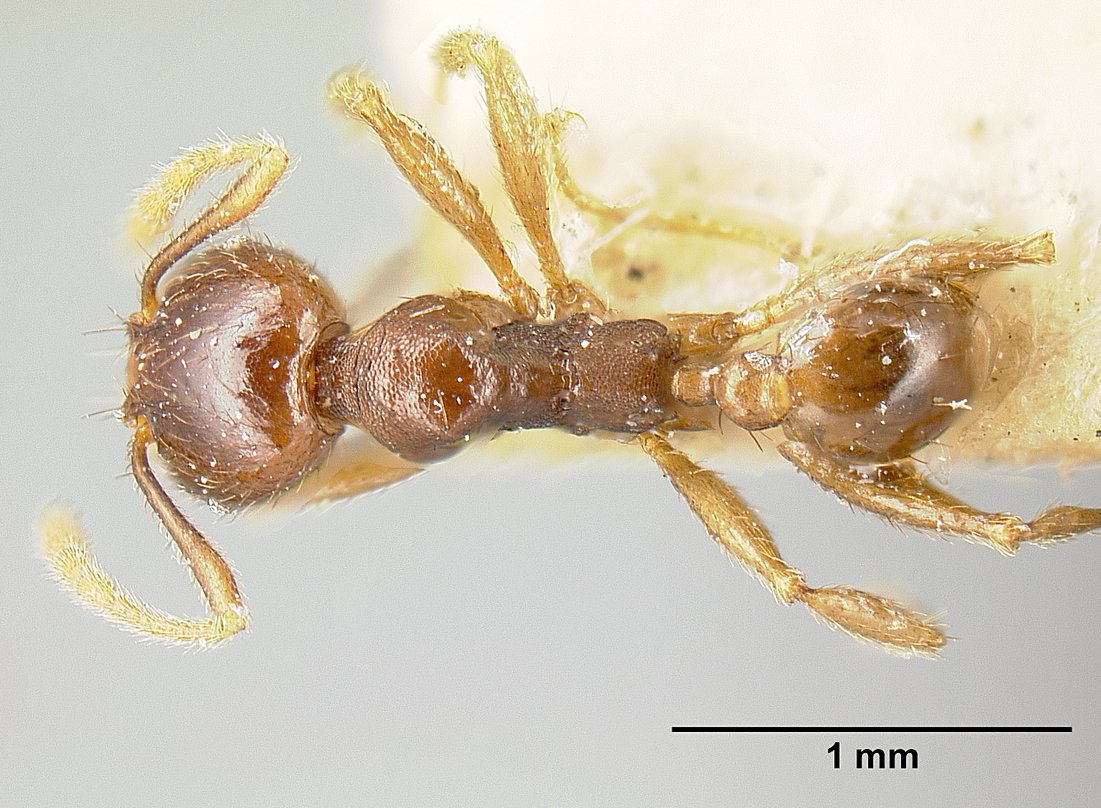
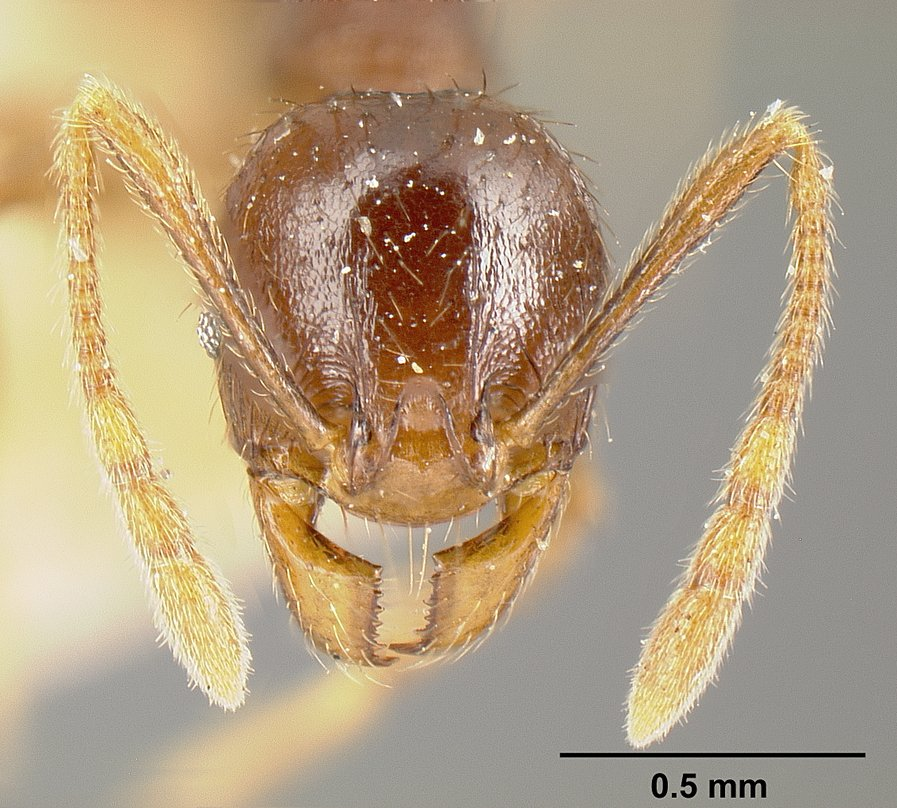